# Anisopus
Anisopus es un género de plantas fanerógamas de la familia Apocynaceae. Contiene cinco especies.
La especie más conocida es Anisopus mannii que contiene principios activos muy apreciados por la industria.

## Descripción
Son enredaderas o lianas; brotes glabros. Hojas coriáceas, de 4-15 cm de largo, 2.9 cm de ancho, obovadas, ovadas  a oblongas, basalmente cordadas, truncadas o redondeadas, con el ápice agudo o acuminado, adaxial como abaxialmente glabro.
Las inflorescencias son axilares, emparejadas con 5-20 flores; pedicelos delgados y pubescentes. 
Las flores tienen un olor repugnante. 

## Taxonomía
El género fue descrito por Nicholas Edward Brown y publicado en Bulletin of Miscellaneous Information Kew 1895: 259. 1895.

## Especies
| - Anisopus batesii S.Moore - Anisopus bicoronata N.E.Br. - Anisopus efulensis (N.E.Br.) Goyder - Anisopus mannii N.E.Br. - Anisopus rostriferus (N.E.Br.) Bullock |